# Sidi Mubarak Bombay
Sidi Mubarak Bombay (1820-1885) est un guide et interprète qui participa à de nombreuses expéditions menées par des explorateurs européens en Afrique de l'Est. Il fut l'interprète de Richard Burton et de John Speke lors de leur voyage en Afrique en 1857-1859. Il n'est pas cité souvent mais son existence est prouvée par les journaux intimes respectifs de Burton et de Speke. Il fit également partie des expéditions de Stanley, de Livingstone et de celle de Verney Lovett Cameron (1875).

## Biographie
Sidi Mubarak Bombay est né vers 1820 en Afrique de l'Est, au sein de l'ethnie Yao. En 1832, capturé puis fait esclave par des marchands arabes, il est envoyé au marché d'esclaves de Kilwa. Son acquéreur l'emmène sur un boutre vers l'Inde dans la région de Gujarat et lui donne comme nom « Mubarak ». Durant le temps passé en Inde, il apprend à parler hindi. À la mort de son maître, il devient affranchi et rentre en Afrique.
Il se rend à Zanzibar, où il entre dans la garde du sultan. En 1857, les explorateurs anglais Richard Burton et John Speke l'embauchent comme interprète – car il parlait également anglais – lors de leur expédition au Tanganyika, pour tenter de découvrir les sources du Nil. Richard Burton le tient en haute estime. C'est « le joyau de l'équipe », écrit-il en 1872 dans Zanzibar: City, Island and Coast, avant de détailler ses traits physiques et de caractère. Il le mentionne aussi à plusieurs reprises dans son récit consacré aux « Voyages aux grands lacs d'Afrique » où il le qualifie d'« actif, obéissant et respectueux ». Le Britannique ajoute : « Malgré tous ses défauts, Bombay, par son activité, surtout par sa probité scrupuleuse, était un serviteur précieux ».
De 1860 à 1863, Sidi Mubarak Bombay accompagne John Speke et James Grant dans une autre expédition. John Speke rend compte de nombreuses fois de Bombay dans son récit Les Sources du Nil.
Au cours de sa carrière comme guide, il a parcouru près de 9600 kilomètres, en majorité à pied. Il est probablement le premier homme au XIXe siècle à avoir traversé le continent africain de l'est vers l'ouest et du sud vers le nord.
En 1876, il reçoit une récompense – une médaille d'argent et une pension – de la Royal Geographical Society de Londres, pour l'aide fournie à John Speke, mais il vint jamais en Angleterre.
Après avoir mis un terme à ses activités d'explorateur et de guide, il est employé par la Church Mission Society, une organisation missionnaire protestante britannique. Il décède en Afrique en 1885, à l'âge estimé de 65 ans.

## Postérité
Sidi Mubarak Bombay est un des personnages d'À la recherche du fleuve sacré: Les Sources du Nil, roman historique pour la jeunesse, de Philippe Nessmann, paru en 2007. En 2021, l'écrivain indien Ranjit Hoskote consacre à Sidi Mubarak Bombay un texte dans son recueil de poésies Hunchprose,.